# Milliókért a pokolba
A Milliókért a pokolba (eredeti címe: 3000 Miles to Graceland) 2001-es amerikai bűnügyi akcióvígjáték, amelyet Demian Lichtenstein rendezett. A produkció főbb szerepeiben Kurt Russell, Kevin Costner és Courteney Cox. 2001. február 20-án mutatták be az Egyesült Államokban. Magyarországon 2002. szeptember 19-től vetítették a mozikban.
A produkció kereskedelmi és kritikai bukás volt. A 22. Arany Málna-gálán öt kategóriában jelölték a legrosszabbnak, amelyeken végül egy díjat sem nyert.

## Cselekmény
Michael Zane-t kiengedik a börtönből, és megismerkedik Cybil Waingrow-val és fiával, Jesse-vel. Michael egykori rabtársával, Thomas J. Murphyvel és három másik bűntársával Las Vegasba indul, hogy Elvis Presley-jelmezbe öltözött Presley-imitátorok kongresszusán kiraboljanak egy kaszinót. Több mint 2 millió dollárt lopnak, de az egyik gengsztert a biztonságiak lelövik. A rablóknak az utolsó pillanatban sikerül elmenekülniük egy helikopterrel. Rejtekhelyükön a zsákmány felosztásán veszekedés tör ki, és Murphy lelövi cinkosát, Hansont. A banda többi tagja el akarja temetni Hanson holttestét, de Murphy Michaelt és Gust is lelövi, mert az összes zsákmányt magának akarja megtartani.
Michael, aki golyóálló mellényt visel, túléli, és két rendőrbíróval együtt Murphy után kutat. Vele tart Cybil és Jesse is, de a nő megbízhatatlannak bizonyul. A neki felajánlott hallgatási pénz nem elég, és a következő legjobb lehetőséget kihasználva meglép Michael részével. Michael lopott autóban utazik tovább a hátrahagyott Jessevel, és összebarátkoznak. Eközben Murphy felkeresi és meggyilkolja Jay Petersont, a pénz tisztára mosásáért felelős régiségkereskedőt. Nem sokkal később Cybil is odaér, aki azt hiszi, hogy Murphy Peterson.
Jesse azt az ötletet adja Michaelnek, hogy jelentse be ellopott autóját, amelyben Murphy utazik. Nem sokkal később Michaelt is és Murphyt is letartóztatják autólopásért, és a börtönben találkoznak. Jesse minden további nélkül leteszi az óvadékot, Michaelt pedig gyorsan szabadon engedik. A megbilincselt Cybilt és az elrejtett pénzt a kocsi csomagtartójában találja meg. Cybil megkapja a részesedését, és Michael búcsút vesz tőle és fiától. 
Murphynek is azonban sikerül kiszabadulnia, és elrabolja Jesse-t, ezért Cybil Michael segítségét kéri. Michael a rendőrséggel összefogva találkozik Murphyvel. A találkozó lövöldözésbe torkollik, és Murphyt lelövi a rendőrség. Végül Michael, Cybil és Jesse a Graceland nevű hajón kihajóznak a tengerre.

## Szereplők
| Szerep                      | Színész              | Magyar hangja             | Magyar hangja             |
| Szerep                      | Színész              | 1. magyar változat (2002) | 2. magyar változat (2011) |
| --------------------------- | -------------------- | ------------------------- | ------------------------- |
| Michael Zane                | Kurt Russell         | Forgács Péter             | Forgács Péter             |
| Thomas J. Murphy            | Kevin Costner        | Széles Tamás              | Széles Tamás              |
| Cybil Waingrow              | Courteney Cox        | Kiss Erika                | Kiss Erika                |
| Hanson                      | Christian Slater     | Kálloy Molnár Péter       | Kálloy Molnár Péter       |
| Damitry rendőrbíró          | Kevin Pollak         | Botár Endre               | Rosta Sándor              |
| Gus                         | David Arquette       | Breyer Zoltán             | Csőre Gábor               |
| Jay Peterson                | Jon Lovitz           | Háda János                | Forgács Gábor             |
| Jack, a pilóta              | Howie Long           | F. Nagy Zoltán            | Megyeri János             |
| Quigley rendőrbíró          | Thomas Haden Church  | Kárpáti Levente           | Sörös Sándor              |
| Franklin                    | Bokeem Woodbine      | Jászai László             | Maday Gábor               |
| Hamilton, a fegyveres       | Ice-T                | n.a                       | Sarádi Zsolt              |
| Jesse Waingrow              | David Kaye           | n.a                       | n.a                       |
| Otto Sinclair, Boise-ügyvéd | Louis Lombardi       | n.a                       | n.a                       |
| görkoris Elvis              | Shawn Michael Howard | n.a                       | Czvetkó Sándor            |

## Fogadtatás

### Kritikai visszhang
A filmet negatívan értékelték a filmkritikusok. A Rotten Tomatoeson 15%-os minősítést ért el 96 értékelés alapján, az összefoglaló szerint: „Bár az előzmények ígéretesen hangzanak, a film egy unalmas és szükségtelenül erőszakos rablófilmnek bizonyul, amely kevés nevetést tartogat, és egyetlen klisét sem hagy ki.” Elvis Mitchell a New York Timestól azt írta: „A film hosszabbnak tűnik, mint Presley karrierje, és olyan jelentéktelennek, mint amilyen jelentéktelen volt a végére.” Roger Ebert azt írta: „Egy savanyú és gonosz szellemű vállalkozás, amely annyira kétségbeesetten próbál tetszeni, hogy egyszerre próbál fanyar vígjáték és kemény akciófilm lenni.”
A MetaCritic 21 pontot kapott a 100-ból 30 vélemény alapján. Jay Carr a Boston Globe-tól azt írta: „Túlzásba vitt feladat, de a hónap agyatlan filmjei közül ez a legjobb, már csak azért is, mert bizonyos popossággal és játékossággal ugrik le a vászonról.” Jonathan Foreman a New York Posttól azt írta: „Sokkal inkább olyan, mint egy nagyon-nagyon hosszú zenei videó, bár olyan közönségnek készült, amely inkább a high-tech tűzerőre, mint a majdnem meztelen csajokra gerjed.” Chris Kaltenbach a Baltimore Suntól azt írta: „Ennek a szofisztikált filmnek vajmi kevés köze van Elvishez, és minden köze ahhoz, hogy a művészet, a költészet, a koreográfia, a taxidermia álcája alatt a lehető legtöbb vérontást vigyék a vászonra.”

### Bevétel adatai
A Box Office Mojo szerint a film erősen veszteséges volt. A 62 millió dolláros költségvetésből 20,8 millió dolláros bevétel keletkezett.

## Fontosabb díjak és jelölések
| Esemény              | Díj             | Kategória                                                                   | Eredmény |
| -------------------- | --------------- | --------------------------------------------------------------------------- | -------- |
| 22. Arany Málna-gála | Arany Málna díj | Legrosszabb film                                                            | Jelölve  |
| 22. Arany Málna-gála | Arany Málna díj | Legrosszabb férfi főszereplő– Kevin Costner                                 | Jelölve  |
| 22. Arany Málna-gála | Arany Málna díj | Legrosszabb női mellékszereplő – Courteney Cox                              | Jelölve  |
| 22. Arany Málna-gála | Arany Málna díj | Legrosszabb filmes páros – Kurt Russell és Courteney Cox vagy Kevin Costner | Jelölve  |
| 22. Arany Málna-gála | Arany Málna díj | Legrosszabb forgatókönyv                                                    | Jelölve  |